# Оцвітина

Будова квітки

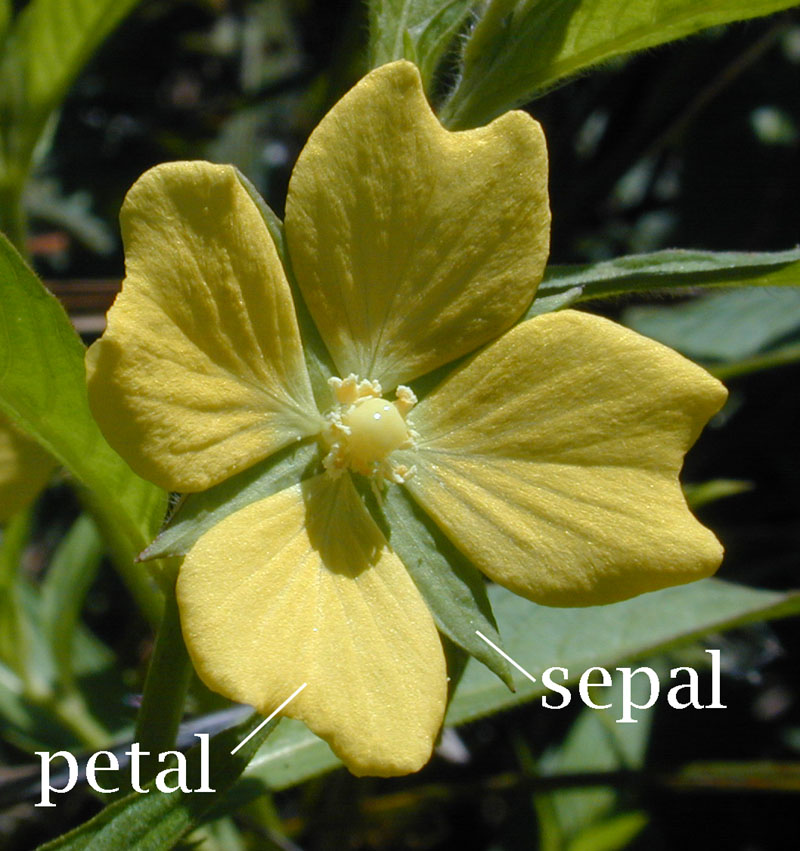
Схема розташування чашечки (sepal) та віночка (petal) на квітці рослини.

Оцвíтина, або при́цвітень, або періа́нтій (лат. perianthium) — видозмінені листочки в квітках покритонасінних рослин, які оточують тичинки та маточки. Проста оцвітина має однакові за кольором листочки (тюльпан Tulipa, лілея Lilium, гречка Fagopyrum, лобода Átriplex). Подвійна оцвітина складається з двох частин: зовнішня розчленована, переважно зеленого кольору, невеличка чашечка (лат. cályx); внутрішній, іншого кольору, віночок (лат. corolla) (шипшина Rósa, жовтець Ranúnculus, дзвоники Campánula).
Основні функції оцвітини:
- захист тичинок та маточки квітки, що не розкрилася;
- приваблення запилювачів.